# Mogibacterium neglectum
Mogibacterium neglectum è una specie di batterio appartenente alla famiglia delle Eubacteriaceae.